# Ducat de Calvo Sotelo
El ducat de Calvo Sotelo és un títol nobiliari espanyol creat pel llavors cap de l'Estat espanyol, el general Francisco Franco, a títol pòstum, per al polític José Calvo Sotelo, assassinat durant la Segona República Espanyola.

## Ducs de Calvo Sotelo
|                              | Titular                           | Període                      |
| Creació per Francisco Franco | Creació per Francisco Franco      | Creació per Francisco Franco |
| ---------------------------- | --------------------------------- | ---------------------------- |
| I                            | José Calvo Sotelo                 | Pòstum                       |
| II                           | José Calvo Sotelo Grondona        | 1948 - 1959                  |
| III                          | José Calvo Sotelo y Olry de Labry | 2003 - actual titular        |

## Història dels ducs de Calvo Sotelo
- José Calvo Sotelo (6 de maig de 1893, Tui - 13 de juliol de 1936, Madrid), I duc de Calvo Sotelo. Fill de Pedro Calvo Camina i d'Elisa Sotelo Lafuente. Es va casar el 28 de juny de 1917 a la parròquia del Buen Suceso (Madrid) amb Enriqueta Ana Grondona Bandrés (26 de juliol 1892, Toledo - 29 d'abril de 1971, Madrid), filla d'Emilio Grondona Pérez i de María de la Concepción Bandrés Magallón. Li va succeir el seu fill:

- José Pedro Calvo-Sotelo Grondona (10 de febrer de 1924, Madrid - 18 de setembre 2002, Madrid), II duc de Calvo Sotelo. Es va casar el 12 d'agost de 1947 a la parròquia de Sant Ignasi (Sant Sebastià) amb Jacqueline Olry de Labry (19 d'agost de 1921, Pessac - 16 d'octubre de 2000, Madrid), filla de Marcel Olry de Labry, comte Olry de Labry, i de Germaine de Fontenilliat. Li va succeir el seu fill:

- José Pedro Calvo-Sotelo Olry de Labry (31 de maig de 1948, Sant Sebastià), III duc de Calvo Sotelo. Es va casar el 15 de desembre de 1976 a la parròquia de Sant Fermín dels Navarresos (Madrid) amb María del Pilar Velasco Vicente (11 de setembre de 1948, Madrid), filla de Gonzalo Velasco Viejo i de María del Pilar Vicente Alcalde. Tenen dos fills José Pedro Calvo-Sotelo Velasco (24 de febrer 1978, Madrid) i Natalia Pilar Calvo-Sotelo Velasco (31 d'octubre de 1980, Madrid).